# Amine Bouanani
Pour les articles homonymes, voir Bouanani.
Amine Bouanani (en arabe : أمين بوعناني), né le 17 octobre 1997, est un athlète algérien spécialiste du 110 mètres haies.

## Biographie
Médaillé d'argent du 110 m haies lors des Championnats d'Afrique juniors d'athlétisme 2015, il remporte les Championnats arabes juniors d'athlétisme 2016.
En 2019, il s'adjuge la médaille d'or des Jeux africains à Rabat en s'imposant dans le temps de 13 s 60. Cette même année, il est médaillé de bronze des Championnats panarabes.
Il remporte la médaille d'argent des Championnats panarabes 2021, devancé par le Koweïtien Yaqoub Mohamed al-Youha.
Le 29 mai 2022, à Forbach, il établit un nouveau record d'Algérie du 110 m haies en 13 s 45, battant d'un centième le temps d'Othmane Hadj Lazib qui datait de 11 ans. Il remporte ensuite la médaille d'or du 110 m haies lors des championnats d'Afrique à Saint-Pierre (Maurice), dans le temps de 13 s 26 avec un vent supérieur à la limite autorisée de 4,8 m/s.

## Palmarès
| Date | Compétition                     | Lieu         | Résultat | Épreuve     | Temps       |
| ---- | ------------------------------- | ------------ | -------- | ----------- | ----------- |
| 2019 | Jeux africains                  | Rabat        | 1er      | 110 m haies | 13 s 60     |
| 2019 | Championnats panarabes          | Le Caire     | 3e       | 110 m haies | 13 s 90     |
| 2021 | Championnats panarabes          | Radès        | 2e       | 110 m haies | 13 s 83     |
| 2022 | Championnats d'Afrique          | Saint-Pierre | 1er      | 110 m haies | 13 s 26 (w) |
| 2022 | Jeux de la solidarité islamique | Konya        | 1er      | 110 m haies | 13 s 21     |
| 2023 | Jeux panarabes                  | Oran         | 1er      | 110 m haies | 13 s 58     |
| 2024 | Jeux africains                  | Accra        | 2e       | 110 m haies | 13 s 69     |
| 2024 | Championnats d'Afrique          | Douala       | 2e       | 110 m haies | 13 s 59     |

## Records
| Épreuve     | Temps        | Lieu   | Date            |
| ----------- | ------------ | ------ | --------------- |
| 110 m haies | 13 s 37 (NR) | Eugene | 18 juillet 2022 |